# Brian Gilbert (director)
Brian Gilbert es un director de cine. Nacido en Inglaterra, pasó gran parte de su infancia en Australia, donde fue un actor infantil de cine, televisión y radio. Al regresar a Inglaterra a los catorce años, asistió a la Harrow County Grammar School for Boys y completó su educación en la Universidad de Oxford.
Continuó trabajando como actor profesional hasta 1979, cuando ingresó en la National Film and Television School como estudiante de dirección. Su película de graduación, The Devotee, fue tan bien recibida que el productor David Puttnam inmediatamente le encargó escribir y dirigir una película de larga duración para la serie First Love de Channel Four en la década de 1980. A partir de ahí, dirigió The Frog Prince (título en EE. UU. French Lessons), una coproducción franco-inglesa.
Posteriormente, ha trabajado tanto en Hollywood como en el Reino Unido, dirigiendo Vice Versa en 1988, y en 1991, Not Without My Daughter, la adaptación del controvertido best-seller del mismo nombre, protagonizada por Sally Field como Betty Mahmoody.
Cuatro años más tarde llegó Tom & Viv protagonizada por Willem Dafoe y Miranda Richardson, la historia del primer matrimonio del poeta T. S. Eliot, nominada a dos Premios de la Academia. Esto fue seguido por la producción de 1997 Wilde, protagonizada por Jude Law y Stephen Fry, basada en la biografía de Oscar Wilde escrita por Richard Ellmann. En 2003, dirigió The Gathering, protagonizada por Christina Ricci.
Escribió y dirigió el documental Lord Haw-Haw: Portrait of a Fanatic para la televisión del Reino Unido e Irlanda, y en 2006, dirigió la versión teatral de la obra Allegiance de Mary Kenny, protagonizada por Mel Smith y producida por Daniel Jewel, en el Festival de Edimburgo. Actualmente es tutor invitado regular en la National Film and Television School.

## Filmografía
- Lord Haw-Haw: Portrait of a Fanatic - 2005
- The Gathering - 2003
- Wilde - 1997
- Tom & Viv - 1994
- Not Without My Daughter - 1991
- Vice Versa - 1988
- French Lesson - 1985
- Sharma and Beyond - 1984
- Voyage of the Damned - 1976